# Krzysztof Spalik
Krzysztof Spalik – polski biolog, profesor nauk biologicznych, dziekan Wydziału Biologii Uniwersytetu Warszawskiego, dyrektor Instytutu Biologii Ewolucyjnej UW.
W 2003 r. habilitował się na podstawie pracy zatytułowanej Ewolucja i taksonomia baldaszkowatych z podplemienia Scandicinae.  W 2011 r. uzyskał tytuł profesora nauk biologicznych. 
Jest przewodniczącym (wcześniej zastępcą przewodniczącego) Komitetu Biologii Środowiskowej i Ewolucyjnej PAN (dawna nazwa: Komitet Biologii Ewolucyjnej i Teoretycznej PAN). Był też członkiem Zespołu Specjalistycznego Nauk Przyrodniczych i Medycznych (do spraw Projektów Badawczych) Ministerstwa Nauki i Szkolnictwa Wyższego. Wchodzi w skład Rady Dyscypliny Naukowej – Nauk Biologicznych Uniwersytetu Warszawskiego.